# Élections générales britanniques de 1929
Les élections générales britanniques de 1929 se sont déroulées le 30 mai. Il s'agit de la première élection où toutes les femmes de plus de 21 ans peuvent voter, en vertu du Representation of the People (Equal Franchise) Act 1928 (en), ce qui lui a valu le surnom de « Flapper Election » (« élection garçonne »).
Bien qu’il ait reçu moins de suffrages que le Parti conservateur de Stanley Baldwin, le Parti travailliste de Ramsay MacDonald emporte davantage de sièges à la Chambre des communes. Toutefois, il ne dispose pas de la majorité absolue : il n’a que 287 sièges sur les 308 nécessaires. Avec ses 59 sièges, le Parti libéral de David Lloyd George occupe donc une position clef : son soutien est indispensable aux travaillistes s'ils souhaitent gouverner.
Après les élections, MacDonald devient pour la deuxième fois Premier ministre.

## Résultats
| Parti | Parti                                     | Candidats | Candidats | Candidats | Candidats | Votes      | Votes | Votes |
| Parti | Parti                                     | Présentés | Élus      | +/-       | %         | Nombre     | %     | +/-   |
| ----- | ----------------------------------------- | --------- | --------- | --------- | --------- | ---------- | ----- | ----- |
|       | Parti conservateur                        | 590       | 260       | -152      | 42,227    | 8 252 527  | 38,1  | -8,7  |
|       | Parti travailliste                        | 569       | 287       | +136      | 46,666    | 8 048 968  | 37,1  | +3,8  |
|       | Parti libéral                             | 513       | 59        | +19       | 9,593     | 5 104 638  | 23,6  | +5,8  |
|       | Indépendants                              | 11        | 4         | +2        | 0,65      | 94 742     | 0,4   | +0,2  |
|       | Parti communiste                          | 25        | 0         | -1        | /         | 47 554     | 0,2   | -0,1  |
|       | Conservateur indépendant                  | 8         | 0         | /         | /         | 46 278     | 0,2   | /     |
|       | Parti de la prohibition écossais (en)     | 1         | 1         | 0         | /         | 25 037     | 0,1   | +0,1  |
|       | Parti nationaliste (Irlande du Nord) (en) | 4         | 3         | +2        | /         | 24 177     | +0,1  | +0,1  |
|       | Travaillistes indépendants                | 4         | 1         | +1        | /         | 20 825     | 0,1   | +0,1  |
|       | Libéraux indépendants                     | 2         | 0         | 0         | /         | 17 110     | 0,1   | +0,1  |
|       | Parti national d'Écosse (en)              | 2         | 0         | 0         | /         | 3 313      | 0,0   | N/A   |
|       | Plaid Cymru                               | 1         | 0         | 0         | /         | 609        | 0,0   | N/A   |
| Total | Total                                     | 1730      | 615       | /         | 100       | 21 685 779 | 100   | /     |